# Vivel del Río Martín
Vivel del Río Martín község Spanyolországban, Teruel tartományban. Vivel del Río Martín Pancrudo, Fuenferrada, Villanueva del Rebollar de la Sierra, Segura de los Baños, La Hoz de la Vieja, Montalbán és Martín del Río községekkel határos. Lakosainak száma 63 fő (2024).

## Népesség
A település népessége az utóbbi években az alábbiak szerint változott:
| Lakosok száma | 91   | 84   | 92   | 91   | 86   | 78   | 71   | 73   | 68   | 63   |
|               | 2001 | 2004 | 2007 | 2009 | 2012 | 2014 | 2017 | 2019 | 2022 | 2024 |